# Augustus B. Woodward
Augustus Brevoort Woodward (novembre 1774 - 12 juillet 1827) est le premier juge en chef du Territoire du Michigan, dès 1805. À ce titre, il a joué un rôle important dans l'aménagement et la reconstruction de Détroit, après la destruction de la ville par un incendie. 
Woodward a conçu un plan semblable à la conception de la ville de Washington de Pierre Charles L'Enfant. Il a proposé un système d'îlots hexagonaux, avec le Grand Circus Park à son centre. Les avenues larges, alternativement 200 pieds (61 mètres) et 120 pieds (36,6 m) émaneraient de grandes places circulaires comme les rayons d'une roue. Au fur et à mesure de la croissance de la ville, ceux-ci s'étendraient dans toutes les directions depuis les berges de la rivière Detroit. 
Quand Woodward a présenté sa proposition, Detroit comptait moins de 1 000 habitants. Le plan a été abandonné après seulement 11 ans, mais pas avant que quelques éléments du plan aient été mis en application. Les plus en avancés de ces derniers sont les cinq rayons principaux - les avenues de Woodward, du Michigan, de Gratiot, de Grand River et de Jefferson.
Woodward était franc-maçon.